# 吹挙
吹挙（すいきょ、推挙・吹嘘）とは、歴史学においては主として他者を官職に推薦する行為を指すが、中世日本では取次・紹介・訴訟への口入など、人脈や知遇に依拠した各種の上申行為を広く指した。
平安時代に律令体制下で用いられていた貢挙・薦挙に代わって用いられるようになった。中世に入ると、官職への任官や訴訟の提起には人脈や知遇に基づいて自力で道筋をつける必要があり、そのためには目的に応じてより有利な挙状（吹挙状）を得ることが重要となり、吹挙の風潮は国家の中枢から在地の民衆まで浸透して、制度的慣行と化していた。例えば、国司には知行国主に、僧官には僧綱にそれぞれ任料を納めて、それぞれからの吹挙の意思を記した挙状を朝廷に提出する必要があり、鎌倉幕府では在地からの訴訟は地頭か本所からの挙状がなければ、これを受理しなかった。
なお、薦挙や吹挙に近い意味で用いられた言葉として「選挙」が挙げられるが、これは近代になって英語において多数決投票に基づいて官職に推挙・任命を行う意味を指す「election」の日本語訳に充てられた。